# Mycterothrips salicis
Mycterothrips salicis är en insektsart som först beskrevs av O. M. Reuter 1879.  Mycterothrips salicis ingår i släktet Mycterothrips, och familjen smaltripsar. Arten är reproducerande i Sverige.